# Mesochorus alpestris
Mesochorus alpestris är en stekelart som beskrevs av Dasch 1974. Mesochorus alpestris ingår i släktet Mesochorus och familjen brokparasitsteklar. Inga underarter finns listade i Catalogue of Life.